# آتیلیو نیکودمو
آتیلیو نیکودمو (انگلیسی: Attilio Nicodemo؛ زادهٔ ۲۵ ژانویهٔ ۱۹۷۴) بازیکن فوتبال اهل ایتالیا است.
از باشگاه‌هایی که در آن بازی کرده‌است می‌توان به باشگاه فوتبال سورنتو کالچو، باشگاه فوتبال فیورنتینا، باشگاه فوتبال فوجا، باشگاه فوتبال آ.اس. رم، باشگاه فوتبال یووه استابیا، باشگاه فوتبال پالرمو، و باشگاه فوتبال نیس اشاره کرد.